# A Life of Her Own
Su Propia Vida en español, es una película melodramática dirigida por George Cukor en 1950.

## Argumento
Una muchacha llega a Nueva York y se abre camino como modelo. Cuando su carrera está en pleno auge se enamora de un hombre, no obstante, él está casado con una mujer impedida.

## Reparto
| Actor             | Personaje          |
| ----------------- | ------------------ |
| Lana Turner       | Lily Brannel James |
| Ray Milland       | Steve Harleigh     |
| Tom Ewell         | Tom Caraway        |
| Louis Calhern     | Jim Leversoe       |
| Ann Dvorak        | Mary Ashlon        |
| Barry Sullivan    | Lee Gorrance       |
| Margaret Phillips | Nora Harleigh      |
| Jean Hagen        | Maggie Collins     |
| Phyllis Kirk      | Jerry              |
| Sara Haden        | Smitty             |
| Hermes Pan        | Specialty Dancer   |

## Otros créditos
|                     | Crédito                                                     |
| ------------------- | ----------------------------------------------------------- |
| Color               | Blanco y negro                                              |
| Sonido              | Western Electric Sound System                               |
| Dirección artística | Cedric Gibbons y Arthur Lonergan                            |
| Montaje             | George White                                                |
| Sonido              | Douglas Shearer                                             |
| Director musical    | Johnny Green                                                |
| Decorados           | Edwin B. Willis y Henry Grace                               |
| Diseño de vestuario | Rudi Gernreich (vestuario de Lana Turner) y Helen Rose      |
| Maquillaje          | Sydney Guilaroff (peluquería) y William Tuttle (maquillaje) |

## Curiosidades
- Cukor no deseaba dirigir esta película, fue una imposición del estudio.
- En el montaje inicial el metraje de la película llegaba a los 150 minutos, no obstante, fue reducido hasta los 108 minutos.
- Wendell Corey fue la primera opción para el personaje masculino pero rechazó el trabajo y entonces éste le fue ofrecido a Ray Milland.

## Premios
- La banda sonoroa de Bronislau Kaper estuvo nominada en los Globo de Oro.